# Гарт (Чувашия)
Гарт (чув. Гарт) — село в Порецком районе Чувашской Республики России. Входит в состав Сиявского сельского поселения.

## Название
Название село получило от речки Кармалы и от гартного (поташного) производства, одного из основных занятий жителей селения.

## История
Село Кармалейский Гарт возникло в XVIII веке, в период освоения присвоенных династией графов Салтыковых лесов чувашских общин. Первыми поселенцами были крепостные крестьяне, сосланные за провинности из различных имений Алатырского уезда.
В 1780 году, при создании Симбирское наместничество, деревня Кармалеевский Гарт, при речке Кармале, работных людей, вошла в состав  Алатырского уезда.
Приписной (к с. Сиява) храм с престолом в честь Богоявления Господня, построен в 1891 году.

## Население
| 1795 | 1858 | 1896  | 1926  | 1939  | 1979 | 2002 | 2010 | 2012 |
| ---- | ---- | ----- | ----- | ----- | ---- | ---- | ---- | ---- |
| 277  | ↗507 | ↗1670 | ↗1959 | ↗2101 | ↘717 | ↘270 | ↘166 | ↗168 |

На 1900 год — в селе Кармалеевском Гарте (при рч. Кармале, в 10 вер.; н. р.) в 144 дворах жило: 575 м. и 590 ж.; 

## Русская православная церковь
Деревянная храм Богоявления Господня. Построен в 1891 году. Стиль: эклектика. Престолы: Богоявления Господня, Илии Пророка.